# Défense de fumer (court métrage)
Pour plus de détails, voir Fiche technique et Distribution.
Défense de fumer (No Smoking) est un court métrage d'animation américain de la série de Dingo, réalisé par les studios Disney, sorti en 1951.

## Synopsis
Dingo, ici sous le nom de George Geef, essaye d'arrêter de fumer et tente plusieurs méthodes.

## Fiche technique
- Titre original : No Smoking
- Autres titres[1] :
  - Finlande : Tupakanpoltto kielletty
  - France : Défense de fumer
  - Suède : Jan Långben slutar röka
- Série : Dingo
- Réalisateur[2]: Jack Kinney
- Scénariste : Dick Kinney, Milt Schaffer
- Voix : Pinto Colvig (Dingo)
- Producteur : Walt Disney
- Société  de  production : Walt Disney Productions
- Animateur[1] : Edwin Aardal, Hugh Fraser, George Nicholas, John Sibley
- Layout: Al Zinnen
- Décors : Ralph Hulett
- Effets d'animation[1] : Blaine Gibson
- Distributeur : RKO Radio Pictures
- Musique: Paul J. Smith
- Format d'image : Couleur (Technicolor)
- Son : Mono (RCA Sound System)
- Durée : 6 min
- Langue : (en)
- Pays :  États-Unis
- Dates de sortie :
  - États-Unis : 23 novembre 1951[3]

## Voix françaises

### 1erdoublage (années 1970)
- Roger Rudel : Narrateur, le lifitier
- Jacques Hilling : Dingo
- Jacques Marin : Un collègue de Dingo, le chef du "peloton d'exécution"
- Paul Bonifas : Le fumeur de cigares

### 2edoublage (1990)
- Louis Bozon : Narrateur
- Gérard Rinaldi : Dingo

## Commentaires
Dingo porte ici pour une nouvelle fois le pseudonyme de George Geef, après Cold War, Tomorrow We Diet et Get Rich Quick (1951).